# 十和田観光電鉄
十和田観光電鉄株式会社（とわだかんこうでんてつ）は、青森県南東部を中心にバス事業を運営している会社である。
2008年3月1日、経営悪化によりいわゆる新旧分離方式での事業再建を図るため、すべての事業を新会社に譲渡した。新旧2つの会社は、法人としては別の存在であるが、会社名称（商号）や事業としては継承関係にあるため、本記事においては一括して取り扱う。

## 概要
愛称は十鉄（とうてつ）。バスは十鉄バスと呼ばれることも多いが、会社コマーシャルや車内放送では十和田観光バス（とわだかんこうバス）と称している。
1913年8月に遠藤忠次右衛門など9名が軌道特許を取得し、古間木 - 三本木間の鉄道の開設を目的とした十和田軌道（資本金10万円）を翌年6月に設立したのが始まりである。1920年10月、十和田鉄道に改称。
1951年6月、鉄道軌間拡張・電化し、同年12月に十和田観光電鉄に社名を改めた。1954年4月、十和田湖畔に位置した旅館太陽を買収。翌年9月、湖上遊覧船の営業を始め、十和田湖を中心とした観光事業に本格的に着手した。

### 国際興業傘下に
1957年4月、古牧温泉「古牧グランドホテル」の前身であるホテル祭魚洞や小川原湖民俗博物館（2007年休館後、閉館）等を設立し、観光施設を整備していた十和田開発社長の杉本行雄が、事業拡大の一つとして、十和田観光電鉄の株式を買い増して社長に就任した。しかし、その後のバス事業の経営悪化や同社労働組合が私鉄総連への加盟を巡って、約70日間の長期ストライキを打つなどしたため、経営難に陥った。このため、杉本が秋北バス（秋田県大館市）の再建で力量を発揮した国際興業に中央の大手資本の力で再建してほしいと要請。その要請を国際興業が快諾し、1969年10月、十和田観光電鉄は国際興業の傘下に入った。

### 新会社への事業譲渡
十和田観光電鉄は電車・バス事業における利用客の減少や近年の燃料費の高騰、さらにはスーパー事業の不振から経営の継続が困難となった。このため、経営を抜本的に立て直すため、親会社であった国際興業が関連会社分も含めて計78億円の債務を引き受け、2007年11月16日に事業譲渡を目的とした新会社「株式会社とうてつ」を設立。2008年3月1日付けで、すべての事業を新会社に譲渡した上で「（新）十和田観光電鉄」に商号変更し、新たなスタートを切った。これと同時に、関連会社である十和田富士屋ホテルの事業も新会社へ譲渡した。
譲渡後の「（旧）十和田観光電鉄」は「十和田管理」、「（旧）十和田富士屋ホテル」は「みちのく管理」にそれぞれ社名変更の後、3月19日開催の株主総会で解散を決議、続いて、3月25日に青森地方裁判所から特別清算開始が決定され、清算手続きに入った。

### 鉄道廃線
鉄道路線の十和田観光電鉄線は、1970年度に年間利用者が165万人に達しピークを迎えるが、その後は減少の一途を辿った。2010年12月に東北新幹線が全線開業し、十和田湖観光の表玄関として七戸十和田駅が誕生すると客離れに拍車がかかり、そこに東北地方太平洋沖地震（東日本大震災）が発生。鉄道事業の赤字を補っていたホテルやバス事業も不振となった。
このため、十和田観光電鉄が沿線の3市町に約5億2000万円の財政支援を求めるが、沿線自治体は財政支援の泥沼化を懸念し、支援要請を拒否した。これによって、十和田観光電鉄は鉄道の廃止とバス転換を決定。2012年3月31日で鉄道運行は終了し、翌日から路線は鉄道代替バス「十和田三沢線」に置換えられた。

### 国際東北傘下に
2013年傘下が国際興業グループから、国際東北グループに変更となった。

## 歴史

### 年表
- 1913年（大正2年）8月22日 - 古間木 - 三本木間の軌道敷設の特許を取得[1][12]
- 1914年（大正3年）6月26日 - 十和田軌道株式会社として設立[1][13]。
- 1918年（大正7年） - 個人経営の古間木 - 三本木 - 子ノ口間の乗合自動車運行開始（のち世界公園館自動車部）。
- 1920年（大正9年）
  - 9月27日 - 古間木 - 三本木間の地方鉄道敷設の免許を取得[1][14]。
  - 10月30日 - 十和田鉄道株式会社に改称[1]。
- 1922年（大正11年）9月4日 - 軌間762mmの鉄道線として古間木 - 三本木間を開業（営業は翌日から）[1][14]。
- 1926年（大正15年）
  - 5月31日 - 三本木 - 焼山間の地方鉄道免許取得（1930年1月失効）[15]。
  - 8月1日 - 古間木駅を約120m移設[1]。乗合バス事業開始[1]。
- 1941年（昭和16年）9月 - 世界公園館自動車部、安野自動車、小笠原自動車を買収（三本木 - 子ノ口、三本木 - 古間木間の路線を買収）。
- 1943年（昭和18年）9月 - 陸運統制令により南部乗合自動車（七戸）、南部貸切自動車、木村自動車（百石）を合併（国側は当初、三八上北地方を1社に統合しようと五戸鉄道（南部バスの前身[注 3]）との統合を促したが両者の反対で、最終的には上北地方のみの自動車事業統合のみとなった）。
- 1951年（昭和26年）
  - 6月20日 - 鉄道線電化（直流1500V）、改軌（762mm→1067mm）完成
  - 12月30日 - 十和田観光電鉄に社名改称[1]。
- 1954年（昭和29年）4月 - 旅館太陽を買収し、観光事業に進出。
- 1955年（昭和30年）9月 - 十和田湖観光遊覧船事業開始。
- 1957年（昭和32年）4月 - 十和田開発社長の杉本行雄が社長に就任。
- 1959年（昭和34年）
  - 6月 - 十和田電鉄観光社が発足。
  - 12月 - 小川原湖観光開発を設立。
- 1964年（昭和39年）
  - 1月 - 浅虫海上観光を買収して陸奥湾海上観光に改称。陸奥湾での遊覧船の運航を開始。
  - 2月 - まかど温泉ホテル（後のまかど温泉富士屋ホテル、現：まかど観光ホテル）が開業。
  - 8月 - 薬研温泉ホテルを設立。
- 1965年（昭和40年）8月 - 十和田観光タクシー（後のとうてつ交通）が発足。
- 1967年（昭和42年）7月 - 東京タワー観光バスを子会社化。
- 1968年（昭和43年）
  - 5月16日 - 鉄道線が十勝沖地震による被災で全線で運休[1]。
  - 7月1日 - 鉄道線が地震による被災から復旧し、全線で運転を再開[1]。
- 1969年（昭和44年）10月 - 国際興業に経営権を譲渡。杉本行雄が社長を退任。東京タワー観光バスが国際興業の子会社になる（その後1972年4月に国際興業と合併）。
- 1984年（昭和50年）10月 - ホテルサンプラザ（1977年4月開業、後の十和田富士屋ホテル）を子会社化。
- 1985年（昭和60年）
  - 3月 - 十鉄ターミナルビルが発足。
  - 10月28日 - とうてつ駅ビル（ダイエーのフランチャイズ店「とうてつ」）オープン[1]。十和田市駅・鉄道部事務所を駅ビル内に移転。
- 1986年（昭和61年）11月1日 - 鉄道線の貨物営業を廃止[1]。
- 1989年（平成元年）
  - 7月26日 - 高速バス八戸 - 東京線「シリウス号」運行開始。
  - 9月27日 - 高速バス八戸 - 仙台線「うみねこ号」運行開始。
  - 10月2日 - 高速バス青森 - 仙台線「ブルーシティ号」運行開始。
- 1997年（平成9年）9月 - 系列会社であった十和田リゾート開発の運営によるみちのく国際ゴルフ倶楽部がオープン。
- 1998年（平成10年）12月1日 - 八戸市営バス・南部バスと3事業者による回数券相互乗車制度を開始[16][17]。
- 2001年（平成13年） - この頃から乗合バスの国際興業から譲渡された中古車、および新車の塗装が国際興業カラーとなる。
- 2002年（平成14年）
  - 10月 - 鉄道線に自動列車停止装置 (ATS) 導入。
  - 12月1日 - 十和田市 - 八戸線が八戸駅前に乗り入れ。定期観光バス活彩とわだこ号運行開始。
  - 12月27日 - 高速バス青森 - 池袋線「ブルースター号」運行開始。
- 2003年（平成15年）5月1日 - 急行八戸 - 泊（上北郡六ヶ所村）線廃止。
- 2004年（平成16年）4月20日 - 急行青森 - 十和田市線（野辺地経由）廃止。
- 2005年（平成17年）8月1日 - 本社を青森県十和田市稲生町に移転。
- 2006年（平成18年）
  - 3月31日 - スーパーマーケット事業「とうてつ」がダイエーとの商品供給契約を解消。同事業は十鉄による自主供給に変更。
  - 12月31日 - スーパーマーケット事業「とうてつ 三沢店」閉店[3][18]。
- 2007年（平成19年）
  - 3月31日 - スーパーマーケット事業「とうてつ 駅ビル店」閉店[1][3]。同事業から撤退。
  - 10月1日 - 利用客の減少による赤字路線の整理及び減便などによるバス事業の大規模な再編を実施、七戸案内所・野辺地案内所の車庫機能を三本木営業所へ集約・統廃合。
  - 11月16日 - 十鉄の全事業譲渡に向けての受け皿会社、株式会社とうてつを設立。資本金：9,600万円。
- 2008年（平成20年）
  - 3月1日 - 同社および、十和田富士屋ホテル株式会社の全事業を新会社株式会社とうてつへ譲渡し、同社を十和田観光電鉄株式会社に商号変更[1]。旧十和田観光電鉄は、株式会社十和田管理に、旧十和田富士屋ホテルは株式会社みちのく管理にそれぞれ改称。
  - 4月20日 - 高速バス青森 - 池袋線「ブルースター号」廃止。
- 2010年（平成22年）
  - 08月16日 - 岩手県軽米町に岩手営業所（貸切のみ）を開設（東北運輸局より同年7月29日付けで認可）[19][20]。
  - 09月15日 - 青森駅前案内所を閉鎖[21]。
  - 12月04日 - 東北新幹線全線開業により、下北交通と共同で七戸十和田駅 - むつバスターミナル間直通特急バスの運行を開始。
- 2011年（平成23年）
  - 05月16日 - 路線バス事業の赤字を補填してきた観光・レジャー部門の利益が東北地方太平洋沖地震（東日本大震災）の影響によって悪化したことや、東北新幹線全線開業による十鉄電車線への利用客減少に鑑み、この日のダイヤ改正にて同社路線バスの運行本数を土曜・日曜・休日を中心に大幅削減を実施（電車線は同年5月21日に実施）[22][23][24]。
  - 06月23日 - 十和田観光電鉄株主総会で澤頭隆夫社長の退任と白石鉄右エ門営業担当取締役の社長昇格が決定[25]。
  - 08月18日 - 白石鉄右エ門社長が「十和田観光鉄道活性化協議会」で、鉄道事業について「財政支援がなければ存続は難しい」として、沿線2市1町の首長らに対して本年度から10年間で約5億2千万円の財政支援を要請[26]。10月3日、2市1町は財政支援要請について「応じられない」と回答[27]。
  - 10月01日 - 十鉄・八戸市交通部・南部バスの3事業者共同で「八戸圏域定住自立圏路線バス上限運賃化実証実験」（初乗り：150円、上限：300円（市内区間のみを利用する場合）/500円（八戸市内 - 周辺町村相互間と跨って利用する場合・7町村内のみを利用する場合））を2年間の予定で実施（十鉄では「八戸 - 十和田線」系統の「十鉄八戸営業所・中心街 - 洗平」相互間にて実施）[28][29][30][31]。
  - 10月11日 - 沿線自治体の支援が受けられなかったことを理由に十和田観光電鉄線を2012年3月末で廃止することを正式発表[32]。
  - 11月30日 - この日をもって七戸十和田駅 - むつ間の直通特急バスの運行を終了[33]。
  - 12月01日 - 野辺地町にあるまかど温泉富士屋ホテルを、元町長・小坂郁夫らが設立した新会社「まかど温泉ホテル」に譲渡[34]。
- 2012年（平成24年）
  - 01月24日 - 国土交通省に同年4月1日以降の鉄道事業休止届[35]および翌年1月31日付けの同廃止届[36]を提出。即日受理され、十和田観光電鉄線の廃止が正式に決まる。
  - 03月14日 - 廃止日を同年4月1日に繰り上げる届出が出され、休止届が取り下げられる[37]。
  - 04月01日 - 十和田観光電鉄線が廃止[1][37][38]。
- 2015年（平成27年）04月22日 - とうてつ交通が解散。
- 2016年（平成28年）
  - 03月26日 - 鉄道線廃止後も仮設バス停で存続していた十和田市駅バス停が廃止され、十和田市駅発着の路線と系統は近隣の元町東バス停が起終点となった[39][40]。
  - 11月07日 - むつ市大畑町のホテルニュー薬研を閉館。
- 2019年（令和元年）06月24日 - この日に開催された定時株主総会で、代表取締役社長・白石鉄右エ門が退任し、総務部長を務めていた佐藤行洋が代表取締役社長として就任することが決定[2]。
- 2020年（令和02年）
  - 08月01日 - 奥入瀬渓流ホテルの宿泊者向けに運行する「渓流オープンバスツアー」を受託、日の丸自動車興業よりスカイバス東京のネオプラン・スカイライナーを借り入れ（10月31日まで、2021年も実施）[41]。
  - 09月30日 - ホテル事業「十和田富士屋ホテル」および「富士屋グランドホール」閉館。ホテル事業から撤退。
  - 10月31日 - 高速バス「十和田・三沢・八戸 - 盛岡線」の運行を開始[42][43]。
- 2022年（令和4年）
  - 03月05日 - 一部の路線バスで、交通系ICカードでの乗車を開始[44]。
  - 04月29日 - 十和田観光電鉄発行の地域連携カードである「Towada SkyBlue Pass（トワダスカイブルーパス）」の運用開始[45]
- 2023年（令和5年）
  - 03月01日 - 全路線バス(高速バス・スクールバス・十和田市街地循環バスを除く)で、交通系ICカードでの乗車を開始[46]。これに伴い、Towada SkyBlue Passによる定期券の発売範囲を拡大。
  - 03月31日 - この日の18時をもって各種回数券の販売を終了[47][48]。また、八戸市営バス・南部バスで回数券の取り扱いを終了することに伴い、3社間での回数券相互乗車制度を終了。
- 2024年（令和6年）
  - 02月1日 - 高速バスの「シリウス号」と「ブルーシティ号」で無料のWi-Fiサービスを開始。
  - 03月31日 - この日をもって各種回数券の取り扱いを終了。

## バス事業

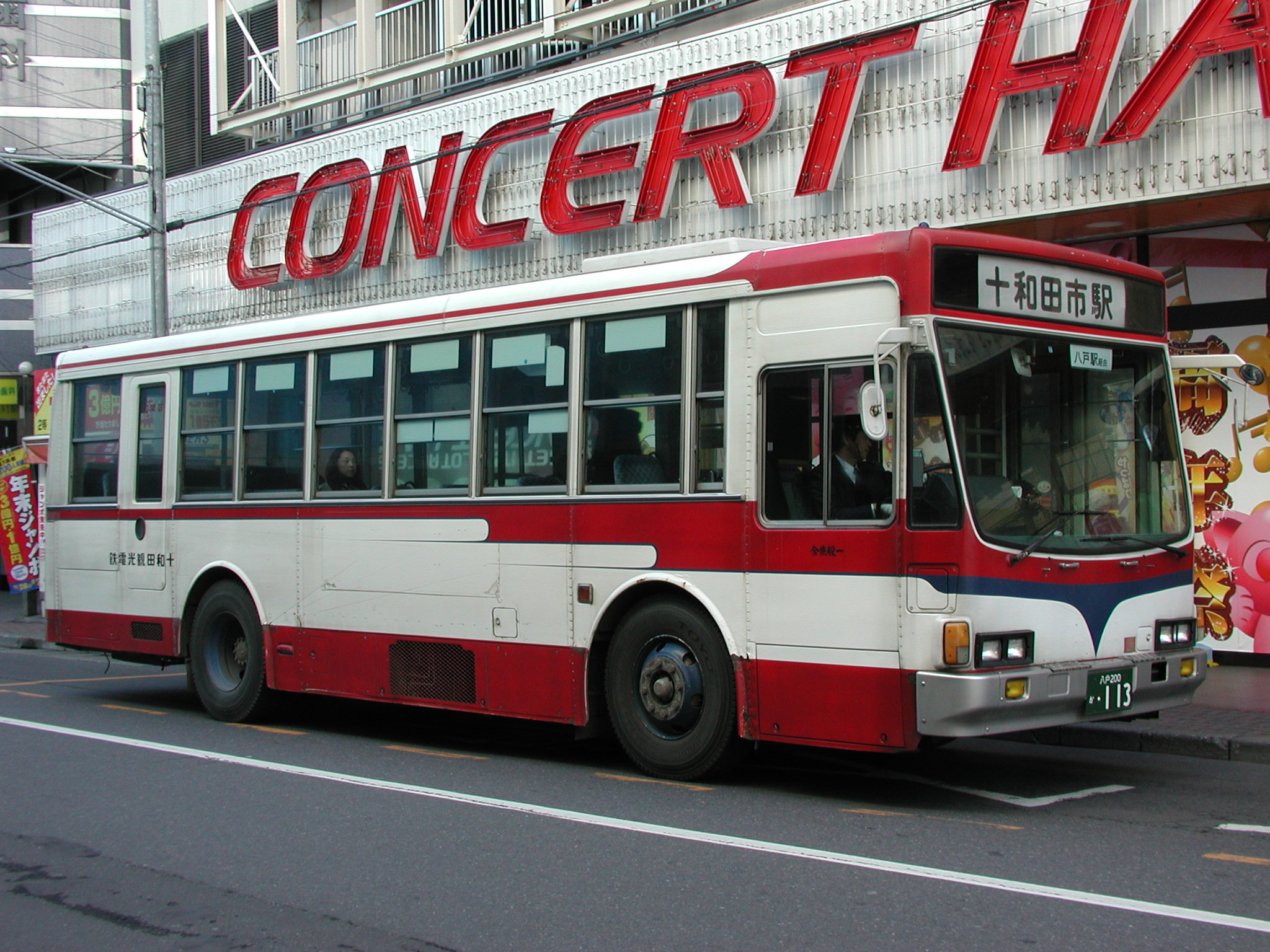
十鉄バス一般路線塗色 六日町バス停（八戸市）にて

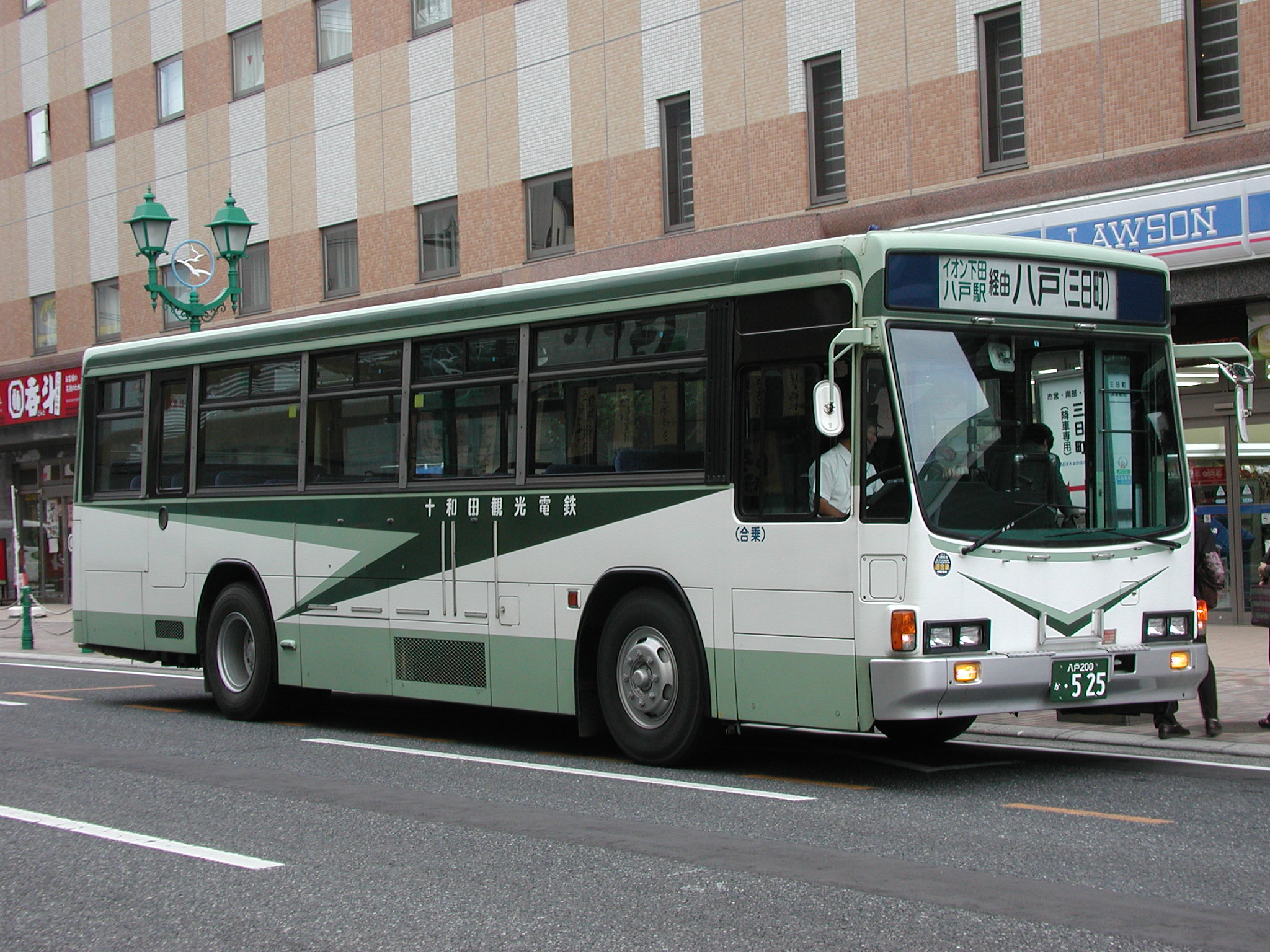
国際興業グループ路線塗色 八日町（終点）（八戸市）にて

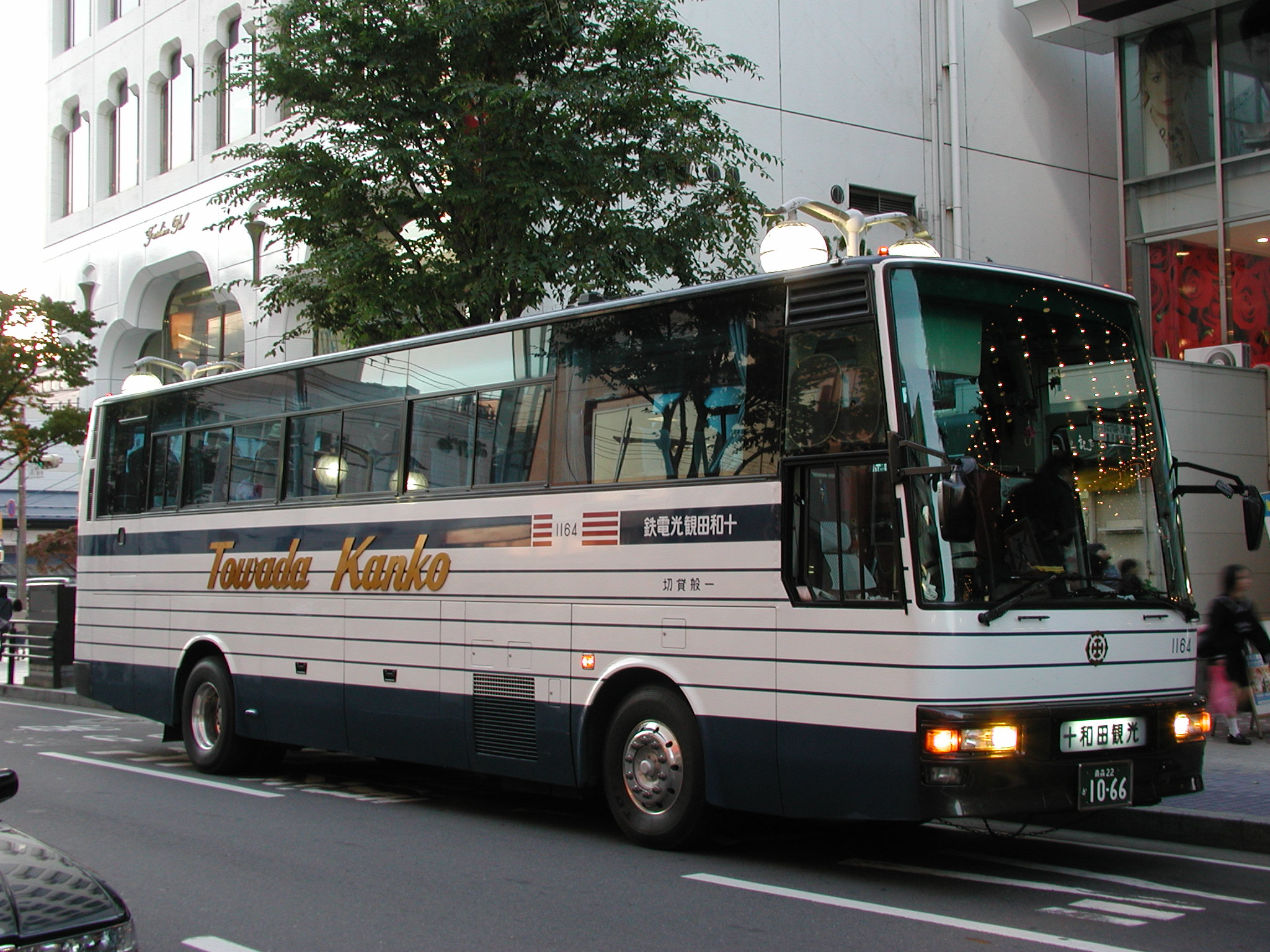
国際興業グループ観光貸切塗色 十三日町（八戸市）付近にて

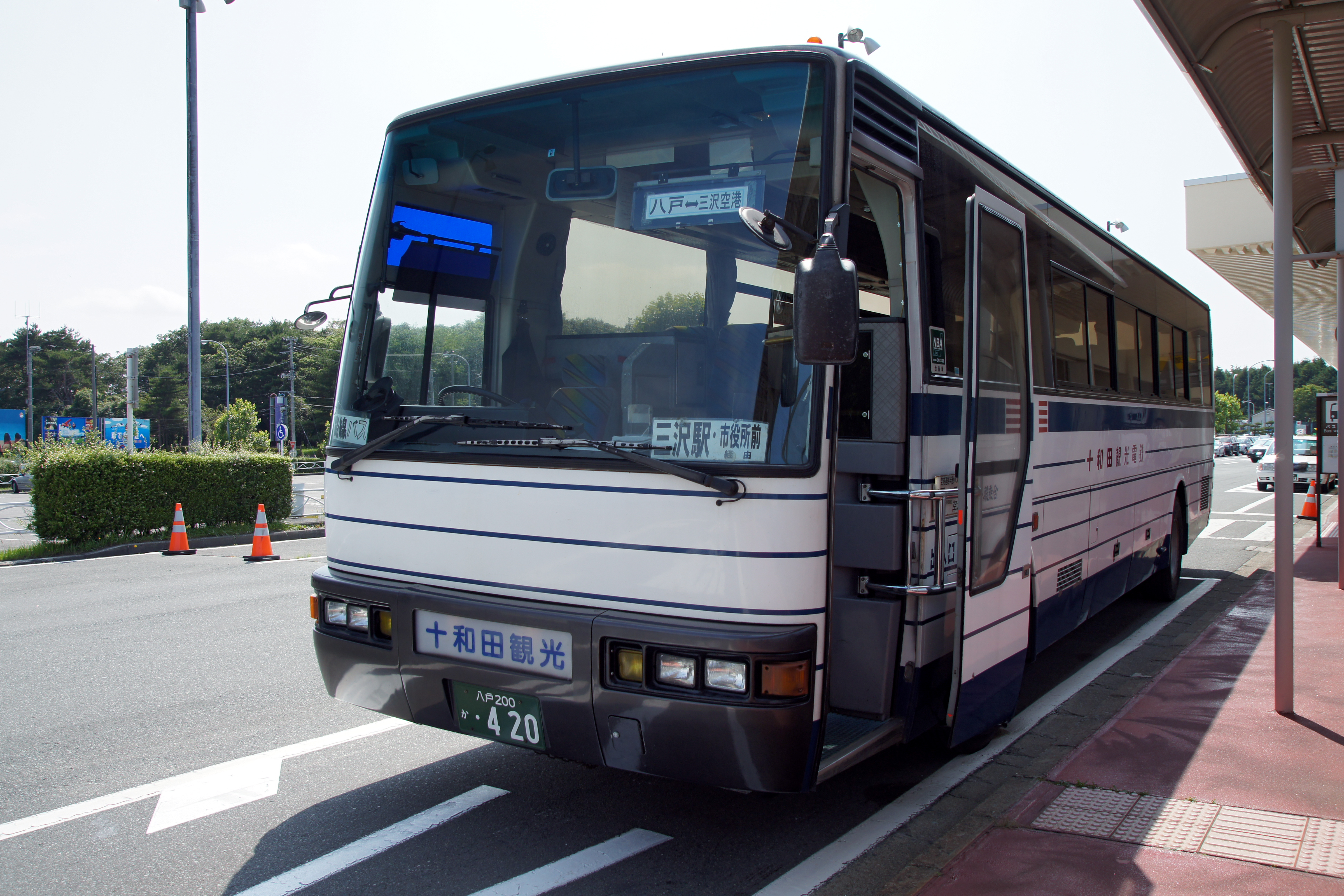
三沢空港連絡バス 三沢空港にて

### 乗合自動車課
- 十和田市三本木野崎260-1

### バス営業所

#### 車両・運転手配置
- 三本木営業所（八戸ナンバー）
  - 所在地:青森県十和田市三本木野崎260-1
  - 「シリウス号」担当営業所
- 八戸営業所（八戸ナンバー）
  - 所在地:青森県八戸市江陽4丁目13-34
  - 「うみねこ号」担当営業所
- 三沢営業所（八戸ナンバー）
  - 所在地:青森県上北郡六戸町小松ヶ丘1丁目77-419
  - 2019年3月11日 - 2020年4月3日の期間中は三沢駅案内所の代替として乗車券の販売も行っていた。
- 野辺地案内所（旧・野辺地営業所）（青森ナンバー）
  - 所在地:青森県上北郡野辺地町下御手洗瀬1-1
- 青森総合営業所（青森ナンバー）
  - 所在地:青森県青森市油川岡田145-3
  - 「ブルーシティ号」担当営業所
- 岩手営業所（貸切専門）（岩手ナンバー）
  - 所在地:岩手県九戸郡軽米町軽米第15地割駒木1-40

#### 窓口のみ
- 十和田市中央案内所
  - 所在地:青森県十和田市稲生町17-3
  - かつては同所にバスターミナルが設置されていたが、現在は構内へのバス乗り入れが中止され、建物には十和田観光電鉄の本社および直営の売店・そば屋が入居している。
  - バスターミナル廃止後は直営の案内所も閉鎖されバス停留所のみ存続していたが、2012年4月に旧十和田市駅構内でバス出札を行っていた十和田電鉄観光社が同停留所付近に移転し、十和田市中心街にバス案内所が再設置された。
  - 2013年7月1日に十和田電鉄観光社へのバス出札業務の委託を廃止し、売店内に直営の案内所を設置。同地での直営の案内所は実質2代目となる。
  - 旧十和田市駅バスターミナル同様、自動券売機にて十和田 - 青森線・十和田 - 八戸線の往復割引乗車券・特殊回数券(一部区間のみ)・通学回数券(主要区間のみ)および、十和田市中央停留所から有効のバス乗車券の販売を行っている。特殊回数券と通学回数券を除き、南部バスの路線には使用不可。
- 三沢駅案内所
  - 所在地:青森県三沢市犬落瀬字古間木51-7（三沢駅前交流プラザ「みーくる」内）
  - 十鉄三沢駅に電車窓口とは別に設置されており、鉄道線廃止後もバス出札として営業していたが、三沢駅周辺の整備に伴い2019年3月11日をもって閉鎖し、三沢営業所内に仮移転。
  - 2020年4月4日に三沢駅に併設された「三沢駅前交流プラザみーくる」内に移転。
- 八戸八日町案内所
  - 所在地:青森県八戸市八日町2
  - 三八五観光に委託。
- 七戸案内所（旧・七戸営業所）
  - 所在地:青森県上北郡七戸町影津内29-2
  - 2007年10月1日車庫機能廃止（ただし車両待機・出札業務については継続）。
  - 出札業務は2023年9月をもって終了。末期は月1回程度かしか営業しておらず、十和田観光電鉄のホームページに営業日の案内があった[49]。
- 石沢待合所
  - 所在地:青森県上北郡七戸町舟場川向久保
- 十和田湖案内所（十和田湖バスターミナル内・遊覧船案内）
  - 所在地:青森県十和田市 奥瀬十和田湖畔休屋486

#### 委託販売
- 八戸ポータルミュージアム「はっち」
  - 所在地:青森県八戸市三日町11-1
  - 2012年7月17日より回数券・シリウス号乗車券の販売を開始した。
- 八戸駅「はちのへ総合観光プラザ」
  - 所在地:青森県八戸市尻内町館田1-1 JR八戸駅ビル内
  - それまでは回数券のみの販売だったが、2012年7月17日よりシリウス号乗車券の販売を開始した。
- イオンモール下田　総合インフォメーション
  - 所在地:青森県上北郡おいらせ町中野平40-1
  - 回数券のみ

#### 廃止営業所・案内所
- 八戸十一日町待合所
  - 所在地:青森県八戸市
  - 南部バス十一日町待合所（廃止）とは別位置。
- 上北町駅前案内所
  - 所在地:青森県上北郡東北町
  - 現在も建物は残っているが、待合室は閉鎖。
- 青森駅前案内所（十和田電鉄観光社青森営業所）
  - 所在地:青森県青森市安方一丁目3-25
  - 青森駅東口。十和田電鉄観光社に委託。
  - 2010年9月15日をもって閉鎖[21]。なお、跡地には弘南バス青森総合案内所が入った。
- 十和田電鉄観光社ツーリストサロン
  - 所在地:青森県十和田市稲生町17-2
  - 市民ふれあいホール跡地（さらにそれ以前は家電販売店が入居していた）。十和田電鉄観光社に委託。
  - 2012年4月13日までは十和田市駅隣接のとうてつ駅ビル内で営業していたが、4月14日より現在地に移転[50]。
  - 2013年6月30日をもって十和田電鉄観光社への委託を廃止。翌7月1日より直営の案内所を十和田市中央バス停内に設置[51]。
- 百石販売所（旧・百石営業所→百石案内所）
  - 所在地:青森県上北郡おいらせ町下明堂18
  - 2018年6月21日をもって営業終了。

### 路線バス
十和田市、三沢市、八戸市、上北郡の各町村（横浜町を除く）を中心として路線がある。
前乗り前降りを基本とし、後扉は基本的に使用される事はない。車椅子・ベビーカーは折りたたんでから乗降することになっているが、後扉設置車は後扉を車椅子専用乗降口としている事がある。
過去に導入された車両はオリジナルの塗装を施されているが、コスト削減のため、2001年以降、路線車両の新車及び中古車投入の際には、親会社だった国際興業と同じく、緑を基調としたものが導入されている（「国際興業バス#廃車車両の譲渡」も参照）。ただし、2012年の鉄道線廃止以降は国際興業以外の事業者からも中古車を導入しており、オリジナル塗装の車両も増加している。
（2025年3月31日現在）

#### 主要路線
- 十和田市 - 七戸 - 青森線
- 十和田市 - 七戸 - 野辺地 - まかど温泉線
- 十和田市 - 八戸線
- 十和田市 - 三沢線(鉄道代替バス)
- 八戸 - 三沢空港間路線バス
- 七戸 - 東北町（旧上北町） - 三沢線

#### 十和田市内のみを運行する路線
- 十和田市 - 奥入瀬渓流温泉 - 焼山線
- 十和田市 - 指久保線
- イオンスーパーセンター十和田線

#### 十和田市 - 上北郡を運行する路線
- 七戸 - 芋久保 - 十和田市線
- 十和田市 - 東北町 - 中村線
- 十和田市 - 中央病院 - 洞内 - 立崎 - 上北町線

#### 三沢市とその周辺を運行する路線
- 三沢 - 百石線
- 三沢 - イオンモール下田線

#### 上北郡内の路線
- 七戸 - 七戸十和田駅・東榎林 - 乙供線
- 七戸 - 上北町 - 三沢線
- 七戸十和田駅 - 上北町線
- 七戸官庁街回り市内線
- 野辺地 - 平沼 - 六ヶ所線
- 野辺地市内線

#### 青森市内のみを運行する路線
- ガーラタウン特別バス（2024年11月22日運行開始、金・土・日・祝日に運行)[52]

### 運行受託
- 三沢市コミュニティバス みーばす
- 十和田市街地循環バス北線・南線

### 高速バス
- 夜行
  - シリウス号（七戸・十和田市・八戸 - 池袋・東京）

- 昼行
  - うみねこ号（八戸 - 仙台）
  - ブルーシティ号（青森 - 仙台）
  - 十和田・三沢・八戸 - 盛岡線（2020年10月31日運行開始[43]）

## 各種乗車券

### バス回数券
交通系ICカードの全線導入に伴い、2022年3月31日18時で回数券の販売を終了した。回数券については2024年3月31日まで利用可能。
- 2023年3月31日の時点で金券回数券（10枚分の金額で11枚綴り）・通学回数券（10枚分の金額で13枚綴り）・特殊回数券（5枚分の金額で6枚綴り・片道運賃が1,000円以上の区間のみ発売）の3種類を発売していた。
- 2004年4月20日からセット回数券も発売されていたが、2008年9月30日をもって発売を終了した。
- 三沢市コミュニティバスの100円均一運賃区間、イオンスーパーセンター十和田店シャトルバス、三沢-イオンモール下田シャトルバス、高速バスは使用できない。
  - おいらせ町民バスは2016年10月から使用可能となったが、おいらせ町民バスの運行委託者変更に伴い2022年3月31日をもって利用できなくなった。
- 八戸市営バス・南部バスと回数券の相互利用を行っていたが、下記の通り八戸市営バスと南部バスではICカード乗車券の導入にあたり回数券の販売を2022年2月25日をもって終了しており、2023年3月31日をもって利用も終了する事が発表されている。これに伴い、3社間の相互利用についても2023年3月31日をもって終了[53]。
- 十和田観光電鉄鉄道線の指定された鉄道駅からバス一丁目停留所間（十和田市駅からバス140円区間）を利用できる電車・バス乗り継ぎ回数券が11枚綴りで発売されていた。発売日から3か月間有効。鉄道線廃止に伴い、販売を終了した。
- 工業高校前駅・ひがし野団地駅 - 十和田市駅 - 一丁目間 1,700円
- 三沢駅 - 十和田市駅 - 一丁目間 6,100円

### ICカード乗車券
- 2022年、青森県内の一部バス事業者において地域連携ICカードが導入される（青森市営バスなどの「AOPASS」、八戸市営バス・南部バスの「ハチカ」）[54]ことに伴い、十和田観光電鉄で3月5日より以下の路線で交通系ICカード対応を開始[44]。
  - 十和田 - 七戸 - 青森線(みちのく経由青森線)
  - 十和田市 - 七戸 - 野辺地 - まかど温泉線(野辺地線)
- 2022年04月29日 - 十和田観光電鉄発行の地域連携カードであるTowada SkyBlue Pass（トワダスカイブルーパス）]の運用開始[45][55]。
  - 国際東北グループ3社でシステムを統一したことによるコストダウンを実現している[56]。
- 2023年03月01日 - 全路線(高速バスやスクールバス、十和田市街地循環バスを除く)での利用を拡大した[46]。
  - Towada SkyBlue Passの発行は十和田市中央バス案内所・三沢駅バス案内所・八戸営業所・青森総合営業所・野辺地営業所の各窓口で行っており、バス車内での販売はない。
  - 十和田市中央バス案内所・三沢駅バス案内所・八戸営業所で記名式カードの発行・再発行の受付・無記名式カードの発行を行っており、その他の窓口では無記名式カードの発行のみとなっている。[46]
- ICカード乗車券はTowada SkyBlue Pass以外にも他地域の地域連携ICカード、Suica、PASMOなどの交通系ICカード全国相互利用サービスで利用出来る交通系ICカードでも利用できるが、交通ポイントと定期券機能はTowada SkyBlue Passのみ対応。

### 一日乗車券等
- 十和田観光電鉄の鉄道・バスの定期券所有者および同行する家族を対象に土日祝日・年末年始（12月30日 - 1月3日）・お盆休み（8月13日 - 8月16日）限定で鉄道・バス（一部系統を除く）に自由に乗り降りできるフリー乗車券を発売していた。
  - 1日券の発売額は大人1,000円・子供500円。2日券はその倍額。
- 2010年9月16日 - 2011年6月30日の期間でコロプラ「日本縦断！花いっぱい位置ゲーの旅」とコラボレーションした鉄道線の一日乗車券を発売した。
  - 発売額は1,500円。
- 定期券を所有していない一般客に対する一日乗車券類は通年では発売されていなかった。
- 2021年4月25日をもって販売終了[57]

## 船舶事業
- 十和田湖遊覧船

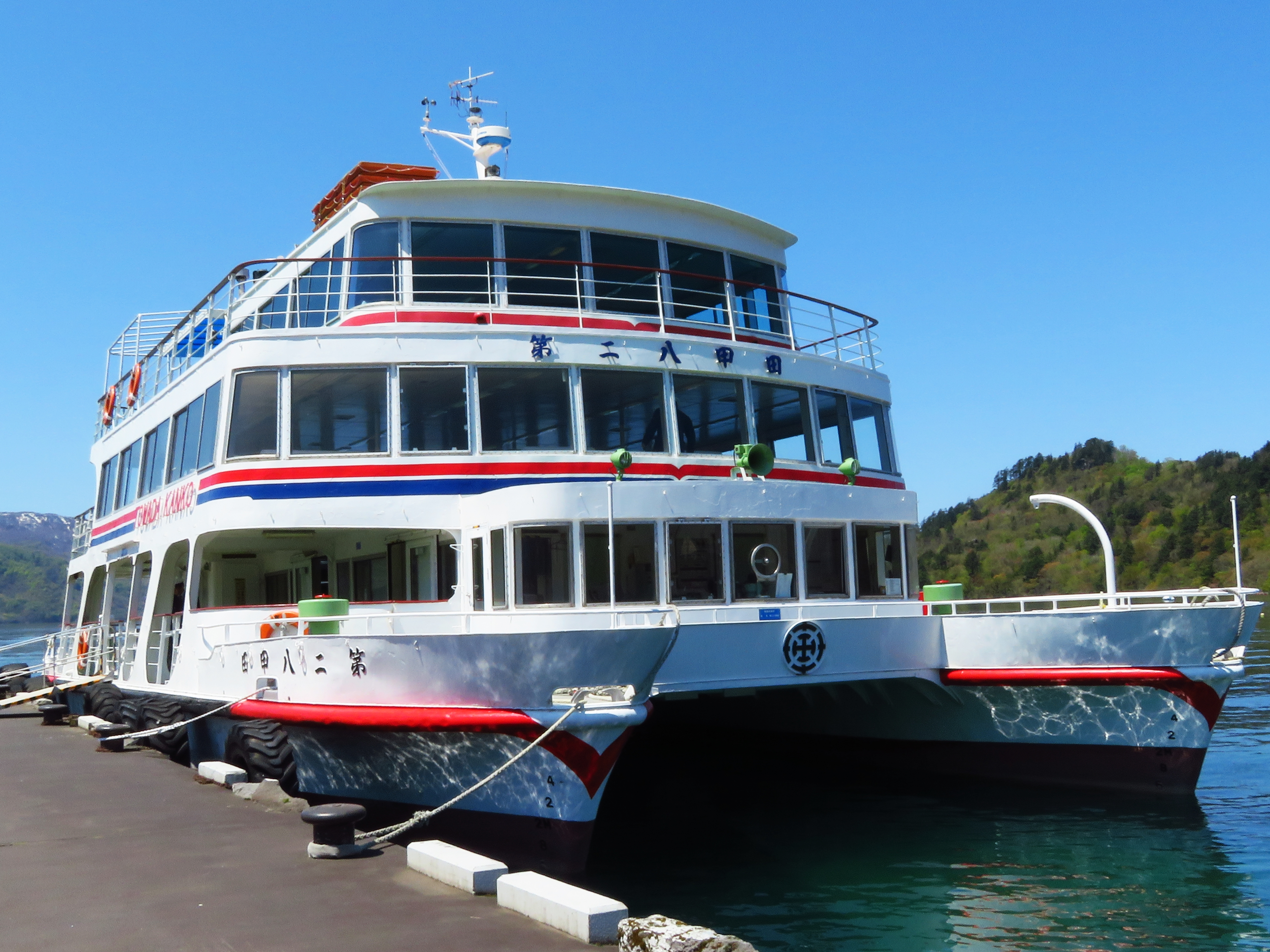
十和田湖遊覧船「第二八甲田」

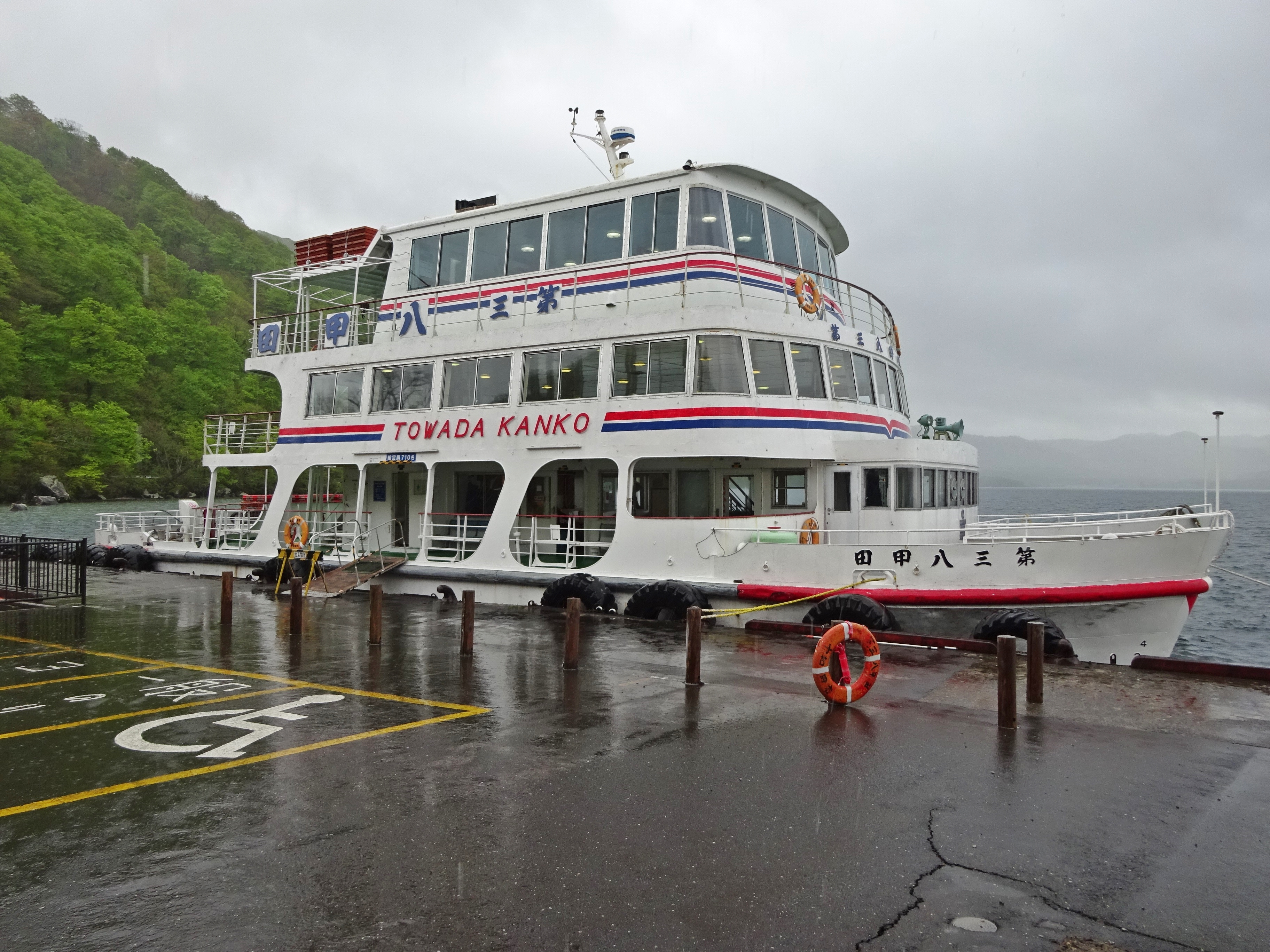
十和田湖遊覧船「第三八甲田」

1955年9月から湖上遊覧船の営業を開始。1959年5月、同業の柳沢汽船を買収して統合した。双胴船が就航し、2018年は、4月 - 11月の期間で2航路を4隻の遊覧船で運航。2017年度の利用客は前年度より5,158人多い11万9,331人であった。
かつては、十和田湖観光汽船との共同運航であったが、同社は2013年11月に民事再生手続きが廃止。破産している。

### 航路
- 休屋 - 子ノ口航路
- 中の湖航路（休屋 - 休屋）

### 船舶

#### 運航中の船舶
- 第一祭魚洞 → 第一八甲田[59]

日本鋼管建造、1967年8月竣工。双胴船。1970年頃改名。
288.02総トン、全長26.00m、幅11.60m、深さ3.10m、ディーゼル2基、機関出力640ps、航海速力10ノット、旅客定員781名。
- 第二祭魚洞 → 第二八甲田[59]

日本鋼管建造、1967年9月竣工。双胴船。1970年頃改名。
288.53総トン、全長26.00m、幅11.60m、深さ3.10m、ディーゼル2基、機関出力640ps、航海速力10ノット、旅客定員781名。
- 第三八甲田[59]

横浜ヨット建造、1973年6月竣工。双胴船。
325.91総トン、全長25.94m、幅11.57m、深さ3.10m、ディーゼル2基、機関出力640ps、航海速力11ノット、旅客定員804名。
- 第一観光丸[59]

墨田川造船建造、1970年9月竣工、もと秋田県観光開発公社→秋北バス、同社の撤退に伴い譲受。
117.38総トン、全長22.50m、幅5.30m、深さ1.95m、ディーゼル2基、機関出力340ps、航海速力9.5ノット、旅客定員220名。

#### 過去の船舶
- 太陽丸[62]

1954年10月進水。木造。
35.82総トン、ディーゼル1基、機関出力85ps、航海速力7.0ノット、旅客定員101名。
- 電鉄丸[62]

1955年9月進水。木造。
32.47総トン、ディーゼル1基、機関出力85ps、航海速力7.0ノット、旅客定員102名。
1969年、十和田遊覧船に売船。
- 泰平丸[62]

1956年6月進水。木造。
18.09総トン、ディーゼル1基、機関出力85ps、航海速力7.0ノット、旅客定員60名。
- 第二黒石丸[63]

1951年10月進水。木造。十和田遊覧船より用船。
30.35総トン、ディーゼル1基、機関出力60ps、航海速力8.0ノット、旅客定員90名。
- 弘南丸[64]

1965年6月進水。木造。もと十和田遊覧船。
56.00総トン、ディーゼル1基、機関出力60ps、航海速力7.0ノット、旅客定員140名。

## 鉄道事業（廃止）

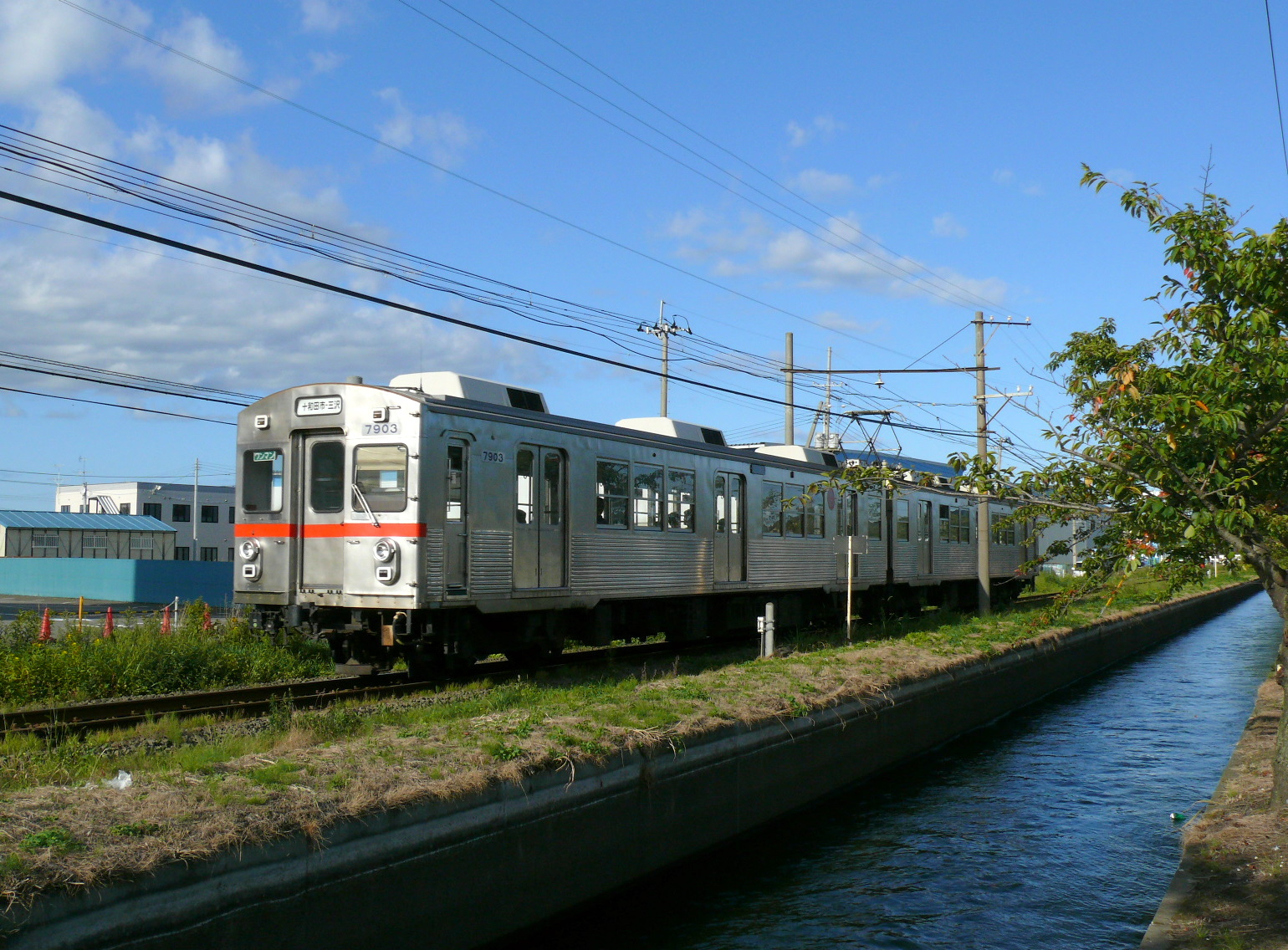
十和田観光電鉄線を走る7700系電車。
（2009年撮影）

2012年3月31日まで鉄道事業も行っていた。以下の記事を参照。

### 路線
- 十和田観光電鉄線：三沢 - 十和田市 14.7km（第一種鉄道事業者）

## 子会社

### リゾート事業
- 国設野辺地まかど温泉スキー場[65]
まかど観光ホテルに近接。十和田観光電鉄が索道、ロッジ運営等を手掛ける。
2022年8月の豪雨でリフトが倒壊するなど大きな被害を受けたため、2022年の冬季以降営業を全面休止。

- みちのく国際ゴルフクラブ（国際興業の完全子会社に移行）
十和田市洞内のゴルフ場。十和田観光電鉄の子会社であった十和田リゾート開発が運営し、1997年にオープンする。しかし、会員権の販売が当初予定の半分にとどまり、財務状況が悪化した。このため、十和田リゾート開発が2007年2月、民事再生手続きの申し立てを東京地裁に行い、保全処分と監督命令を受けた[66]。債権者集会における再生計画案の可決を経て、ゴルフ場施設を保有する十和田観光電鉄が新設分割で設立した「みちのく国際ゴルフ倶楽部」にゴルフ場を営業譲渡して、同年10月1日から新会社がゴルフ場の運営を始めた[67]。

### 旅行業
- 十和田電鉄観光社
十和田観光電鉄100%出資による系列会社として、同社観光課を分離して1959年6月に設立。十和田市の本社のほか、青森市、八戸市にも案内所（営業所）を設置していた[68]。後年、両案内所は廃止され、2023年2月現在、十和田市三本木野崎に本社営業所を置く。

### 飲食・売店業
- とうてつ駅そば(三沢駅前店・十和田店)、とうてつ30番[69]
十和田観光電鉄鉄道線開業時の十鉄三沢駅と十和田市駅に併設されていた飲食店(立ちそば店)が前身。
  - とうてつ駅そば三沢駅前店は、2012年3月に十和田観光電鉄鉄道線が廃止になっても、2019年3月まで約50年旧三沢駅舎内で営業していたが、三沢駅と周辺の再開発事業に伴い旧駅舎解体されて、三沢市古間木山で移転営業をし、2020年8月に新しい三沢駅開業に伴い、三沢駅併設の「駅前交流プラザ「みーくる」1階」に開店をした。古間木山の店舗も「三沢店」として営業していたが、2022年1月末で閉店をした[70]。
  - とうてつ駅そば十和田店は、2012年3月に十和田観光電鉄鉄道線が廃止になったことで、十和田市駅から十和田市稲生町の十和田観光電鉄バスの十和田中央バス停の前の店舗に入居して営業をしている。のちに売店のとうてつ30番も移転している。

### タクシー事業（廃止）
- とうてつ交通（十和田観光タクシー）
2015年4月22日に会社解散[71]。

### バス事業（譲渡）
- 東京タワー観光バス
1967年7月、観光部門の拡充を狙い、全株を取得して子会社化。東京へ進出する。同社は1969年、十和田観光電鉄が国際興業傘下に入った際に国際興業の直接の子会社となり[25]、1972年4月に国際興業に吸収合併された。

### 船舶事業（廃止）
- 小川原湖観光開発
1959年12月、小川原湖観光開発を設立し、小川原湖において遊覧船の運航を開始[25]。

- 陸奥湾海上観光
1964年1月、浅虫海上観光を買収して陸奥湾海上観光に改称。陸奥湾での遊覧船の運航を開始した。なお、同社は1971年12月、解散している[25]。

### ホテル事業
- 旅館太陽（休館）
1954年4月、十和田観光電鉄が十和田湖畔休屋にあった旅館太陽を買収[72]。 1990年、営業を休止[25]。

- まかど温泉富士屋ホテル（譲渡）
十和田観光電鉄が1964年に近代的なホテルを野辺地町湯沢に建設して開業。1967年に増築し、客室百八室、六百人収容の県内でも有数規模のホテルとなる。平成年代に入り、ホテル棟の老朽化が顕著となったため、60億円を投じ、ホテル棟の隣地に新館を建設。1992年春に改築オープンした。新館がオープン後、旧館は解体された[73]。
2011年12月、十和田観光電鉄が小坂郁夫・元野辺地町らが設立した「まかど温泉ホテル」に「まかど温泉富士屋ホテル」の経営権を譲渡。しかし、2013年9月に「まかど温泉ホテル」は、景気の低迷による観光客の減少と東北地方太平洋沖地震（東日本大震災）からの影響もあり、資金繰りが悪化。自力再建を断念し、青森地裁に民事再生法の適用を申請した[74]。これによって、秋田県仙北市に本社を置き北東北でプラザホテル山麓荘グループを運営する[75]、秋田共栄観光が「まかど温泉ホテル」のスポンサーとなり、2014年1月、商号を「まかど観光ホテル」に改め、営業を始めた。
2020年1月30日付けでソフトバンクグループ傘下で米投資ファンドのフォートレス・インベストメント・グループが秋田共栄観光の全株式を取得した。これに伴い、4月1日からまかど観光ホテルはフォートレス社の子会社であるマイステイズ・ホテル・マネジメントが経営にあたっている[76]。

- 十和田富士屋ホテル（2020年9月末で閉館）
地元資本が地上7階・地下1階建て、客室50室のホテルを十和田市東三番町に建設し、1977年4月にホテルサンプラザとして開業。ホテル近くに経営多角化の一環として、1984年2月、総合宴会結婚式場ウェディングプラザ日本閣も開業する[77][78]。1980年代、十和田観光電鉄がホテルを併設する十和田市駅の建設を計画していることが明らかとなる。これを知ったホテルサンプラザ側がホテル経営の競合を避けるため、十和田観光電鉄の親会社であった国際興業に経営権の譲渡を申し入れ[78]、国際興業が申し出を受諾。1984年10月、十和田観光電鉄と国際興業エンタープライズがホテルサンプラザの全株を取得し、ホテルサンプラザは国際興業グループ入りした[78]。同時に、ホテルサンプラザが運営していたウェディングプラザ日本閣および百貨店の十和田松木屋で営業していたレストランワルツもグループ入りした[注 4]。これに伴い、駅ビル計画はショッピングセンター中心に変更され、1985年10月、とうてつ駅ビル店がオープンした。また、1986年4月にホテルサンプラザは十和田富士屋ホテルに[79]、後年、ウェディングプラザ日本閣は富士屋グランドホールにそれぞれ商号を変更した。なお、2008年3月の新社への事業譲渡に伴い、十和田富士屋ホテルは十和田観光電鉄が直接運営を手掛ける体制に移行した。
グランドホールを休館してホテルを改修する方針を掲げていたが、宴会を含むホテル部門は2019年度まで7年連続赤字であることや、COVID-19拡大に伴う需要低迷のため、2020年9月末で閉館した[80]。富士屋グランドホールも2020年4月に休業したまま営業再開をせずに閉館となった。富士屋ホテルの建物と土地は2021年1月に地元の社会福祉法人に300万円で売却している[81]。

- ホテルニュー薬研（閉館）
むつ市大畑町の薬研温泉郷で営業していたホテル。十和田観光電鉄が1964年8月、薬研温泉ホテルを設立し、1966年9月「薬研清滝館」を買収[25]。1970年に「ホテルニュー薬研」を新築。同ホテルは地上5階、地下1階建てで、客室は75室を有した。同温泉における最大規模の宿泊施設であったが[82]、耐震基準を満たしていないため、2016年11月7日を以って閉館[83]。

### スーパーマーケット事業
- 十鉄ターミナルビル（廃止）

スーパーマーケット事業のほか、貸店舗の経営等を目的に1985年3月、十和田観光電鉄100%出資の系列会社として設立。ダイエーとのフランチャイズ契約を下に、「ダイエーとうてつ」として駅ビル店（1985年10月開業）・三沢店（ビートルプラザ 1996年7月開業）の2店舗の運営を行う。ダイエーとうてつ時代のキャッチコピーは「くらし一新!快適ショッピング」であった。駅ビル店では、1990年代に青森放送（RABラジオ）制作で、ゲストを迎えてのコンサートやトークを中心とした構成による公開生放送番組『月刊ラジオ わくわくサンデー』が放送されていた（放送は最終日曜日の16:00-17:00、番組表での表記は『サンデースペシャル』）。
ダイエーの経営再建で、2003年には商品供給契約が変更。2005年末には産業再生機構の支援による経営改革の一環で提携解消が通告され、2006年3月をもってダイエーとの商品供給契約は解消となった。同社との契約解消後は他のスーパーマーケットとのフランチャイズ契約を行わずに「とうてつ」として営業を続けたが、さらなる競争激化により同年10月2日にスーパーマーケット事業からの撤退を発表。三沢店を同年12月31日に、駅ビル店を2007年3月31日にそれぞれ閉店した。

#### 旧店舗の帰趨
三沢店は、同店以外のテナント15店舗の経営者で組織する協同組合「三沢ショッピングセンター」は営業を継続し、店舗跡には、2007年（平成19年）3月22日に地場衣料品チェーン店のトマト衣料館が開店し、同月31日にドラッグストアチェーンの横浜ファーマシーが運営する食品も扱う『スーパーシティアサヒ ビートルプラザ店』が開店して取扱品目面も含めた後継店舗となった。
一方、駅ビル店は、デベロッパーのサンシティ（宮城県仙台市）が同駅舎を兼ねた現在の建物を解体・更地にした後に、駅舎を含んだ複合型ショッピングセンターを建設するなどの再開発を計画していたが、十鉄の親会社である国際興業やアメリカの投資ファンドであるサーベラスの意向もあって交渉が難航。2007年（平成19年）3月30日にサンシティは土地・建物の価格面で折り合いが付かず、再開発計画を断念した。
しかし、当社直営のスーパーが閉店したことからほとんどのテナントに対して撤退を余儀なくされ、駅やターミナル機能以外では銀行と郵便局など一部のみが営業する状況となった。その後、同年10月30日には新たな再開発構想が浮上し、十鉄の親会社であった国際興業が新たな開発業者として大和システム（大阪府大阪市）と交渉し土地と建物の売却契約を結ばれて同社に譲渡された。
大和システムは2008年（平成20年）末開業の予定で新たな複合型ショッピングセンターを建設する構想を進めていたが、テナント募集が進まなかったことから開業予定を一旦2009年（平成21年）下半期に先送りし、その後2010年（平成22年）下半期に再度先送りすることを十和田市側に申し入れたのち、2009年（平成21年）5月15日に再開発計画を凍結する方針を固めたことが表面化した。
そして、2010年（平成22年）10月に大和システムが民事再生法の適用を申請してその手続きに入ったことから、この再開計画は事実上白紙撤回された。
そこで、地元の不動産業者が受け皿となる不動産開発会社を設立して、2011年（平成23年）3月までに買収交渉を終えて取得し、地場資本による再開発を行う構想を発表した。そして、2012年（平成24年）1月にスーパーマーケットを核店舗として物販・飲食や銀行などのテナントが入居する約8,000m2の商業施設にアートやイベントなどで活用できる公益的機能を持たせた約1,000m2の広場を併設した新たな複合商業施設を建設する構想が浮上した。
ところが、この不動産開発会社は建物の解体を行ったものの新たな施設を建設する前の段階に留まった状態で、2014年（平成26年）4月までにスーパーマーケットをチェーン展開しているユニバースに会社ごと売却されたため、同社に開発の主体が移る形となり、2016年11月に近隣のユニバース東一番町店を移転する形でユニバース十和田東ショッピングセンターを開設した。
2009年秋には十鉄主催のイベントでとうてつ店舗跡が会場として使用され、2010年、2011年の同イベントも同じ会場で開催された（同イベントはそのほかに、十鉄に関連した施設を中心に開催している）。

## 十和田観光電鉄事件

### 要旨
- 会社の承認を得ないで公職に就任したものを懲戒解雇に附する旨の就業規則の条項は労働基準法の規定の趣旨に反し、無効。したがって公職に就任することが会社業務の遂行を著しく阻害する場合においても、普通解雇とすることは別として、従業員を制裁罰としての懲戒解雇とすることは許されない。

### 本事件のポイント
- 労働基準法第7条に規定する「公民権行使の保障（使用者は、労働者が労働時間中に、選挙権その他公民としての権利を行使し、又は公の職務を執行するために必要な時間を請求した場合においては、拒んではならない。但し、権利の行使又は公の職務の執行に妨げがない限り、請求された時刻を変更することができる）」に関し、労働者（＝従業員）がその権利を行使することにより実際に議員となった場合、議員活動故に労働契約上の義務を履行（＝会社で働くこと）できなくなる（あるいは制限される）。使用者（＝会社）はそのような労働者を解雇、あるいは休職とすることができるのか否かという問題が生じてくる。

### 経緯と判旨
- 原告は十和田観光電鉄の従業員であったが、1959年（昭和34年）、市議会議員として立候補、当選した。原告は当選後、会社に議員就任中は休職扱いとしてもらいたいことを申し出たが、会社は従業員が会社の承認を得ずに公職に就任した場合は懲戒解雇する旨の就業規則に該当するとして、原告を懲戒解雇とした。
- 原告はこのような就業規則の規定は労働基準法7条等に反し無効であって、それゆえ懲戒解雇も無効であると主張して訴えを提起した。第一審（青森地裁）、第二審（仙台高裁）ともこの懲戒解雇を無効とし、会社側は上告、最高裁第二小法廷も1963年（昭和38年）「労働基準法第7条が、特に、労働者に対し労働時間中における公民としての権利の行使及び公の職務の執行を保証していることにかんがみるときは公職の就任を使用者の承認にかからしめ、その承認を得ずして公職に就任したものを懲戒解雇に附する旨の就業規則の条項は労働基準法の規定の趣旨に反し、無効と解すべきである。したがって公職に就任することが会社業務の遂行を著しく阻害する場合においても、普通解雇に附するは格別として、就業規則の同条項を適用して従業員を懲戒解雇に附することは許されないものといわなければならない。」とした。

### 注
1. ↑  2022年3月5日よりサービスを開始した交通系ICカードの履歴表示にも「十鉄バス」の略称が使用されている。
2. ↑  2004年に経営破綻。翌年から星野リゾートが事業再生に乗り出し、星野リゾート 青森屋に改称[6]。
3. ↑  法人としての南部バスは経営悪化のため2017年3月1日に岩手県北自動車に事業譲渡して2018年に法人格が消滅しているが、南部バスの事業は岩手県北自動車の南部支社として継続されている。
4. ↑  十和田松木屋は1999年8月末で閉店。松木屋は2003年5月に自己破産。